# Stanisław Maciejowski
Stanisław Maciejowski herbu Ciołek (1500-1563) – marszałek nadworny koronny w latach 1553–1563, kasztelan sandomierski w latach 1553-1563, kasztelan wojnicki w latach 1550-1553, kasztelan lubelski w latach 1540-1545, kasztelan radomski w latach 1544-1545, kasztelan żarnowski w 1543 roku, pisarz sandomierski w latach 1536-1543, starosta lubomelski w latach 1549-1563, starosta zawichojski w latach 1543-1563.
Syn kasztelana czechowskiego i lubelskiego Bernarda i Jadwigi z Podlodowskich. Brat biskupa krakowskiego Samuela Maciejowskiego, Bernarda (kasztelana lubelskiego i radomskiego) i Urszuli za Janem Leżeńskim. Brat stryjeczny wojewody lubelskiego Mikołaja Maciejowskiego. Wuj prymasa Jana Przerębskiego.
W 1548 po śmierci Zygmunta Starego został w Wilnie powołany przez Zygmunta Augusta na ochmistrza dworu Barbary Radziwiłłówny.
W 1556 - z polecenia króla Zygmunta Augusta brał udział w niewielkim orszaku odprowadzającym królową Bonę do Wenecji, a dalej  pojechał do Rzymu z poselstwem  do papieża Pawła IV.
Poślubił Annę Czuryło, z którą miał dzieci:
- Katarzynę, która wyszła za Andrzeja Wapowskiego
- Kaspra (kasztelana lubelskiego) ożenionego I v. z Katarzyną Wapowską (siostrą Andrzeja) II v. z Katarzyną Herburt
- Stanisława ożenionego z Barbarą Dzierżgoniowską[4].